# Commission centrale des arbitres de rugby à XV
La Commission centrale des arbitres est l'instance de tutelle nationale de tous les arbitres de rugby à XV. Elle est chargée de la formation, du suivi et des désignations des arbitres de haut niveau, ainsi que du développement de l'arbitrage dans le rugby.
Cette commission travaille en lien avec la Direction technique nationale de l'arbitrage de la Fédération française de rugby.
En 2016, après l'élection du nouveau comité directeur à la tête de la FFR, Bernard Laporte et son équipe choisissent de supprimer cette commission et de confier ses prérogatives à la direction technique nationale de l'arbitrage,.